# 926
سنة 926 م كانت سنة بسيطة تبدأ يوم الأحد (الرابط يظهر نموذج التقويم الكامل للسنة) من التقويم اليولياني.

## مواليد
- أردونيو الثالث ملك ليون.
- أردونيو الرابع ملك ليون.